# 달산면
달산면(達山面)은 대한민국 경상북도 영덕군의 면이다. 넓이는 73.52km2이고, 인구는 2012년 기준으로 1,488명이다. 달산면은 영덕군 내에서 유일하게 학교가 없는 면이다.

## 변천 과정
- 1914년 3월 부군면 통폐합 때에 당시의 영덕군 서면과 청하군 죽북면의 해월리와 북면의 식율리의 일부를 편입해, 10개 동으로 개편하면서 면명을 달산면으로 변경.
- 1983년 2월 15일 대통령령 제11027호에 의하여 포항시 북구 죽장면 하옥리 일부를 이속.
- 1988년 5월 1일 군조례 제972호에 의해 동을 리로 개칭.

## 행정 구역
- 대지리
- 덕산리
- 매일리
- 봉산리
- 옥산리
- 옥계리
- 용전리
- 용평리
- 인곡리
- 흥기리
- 주응리

## 학교
- 달산초등학교 (폐교) - 달산면 팔각산로 1837 (대지리)
- 영덕중학교 달산분교 (폐교) - 달산면 팔각산로 1875 (대지리)